# Julien Ries
Julien Ries (Arlon, 19 d'abril de 1920 – Tournai, 23 de febrer de 2013) va ser un historiador belga de les religions, cardenal i arquebisbe catòlic.
Abans de la seva mort, Ries va ser descrit com "el major investigador religiós viu".

## Biografia

### Formació
Nascut el 19 d'abril de 1920 en un poble del Luxemburg belga, Fouches, aleshores llogaret del municipi d'Hachy i ara del d'Arlon, de Firmin Ries i Clémentine Hardy, de 1933 a 1939 va assistir al Seminari Menor de Bastogne, a la diòcesi de Namur, on va cursar estudis clàssics i filosòfics. De 1941 a 1945, va estudiar a la Facultat de teologia al Seminari Major de Namur .
Va ser ordenat sacerdot el 12 d'agost de 1945 a la catedral de Namur. Després va continuar els seus estudis a la Facultat de Teologia i a l'Institut Orientalista de la Universitat Catòlica de Lovaina de 1945 a 1950 , obtenint la llicenciatura en teologia el 1948 i la llicenciatura en filologia i història orientals el 1949 . El 1953 es va doctorar en teologia. La seva tesi, dirigida per Lucien Cerfaux i Louis Théophile Lefort, tracta de la influència dels escrits del Nou Testament sobre l'eucologi maniqueu copte de Médinêt Mâdi. Després va continuar la seva recerca, sota la direcció dels dos mestres.

### Activitats professionals i acadèmiques
El 1960 va ser nomenat encarregat de conferències, a instàncies de Cerfaux, pel rector de la Universitat de Lovaina, monsenyor van Waeyenberg. El seu ensenyament era sobre el maniqueisme. L'any 1968 esdevingué cap dels cursos d'història de les religions: sota ell, l'ensenyament de la disciplina a Lovaina va experimentar un fort augment, promogut per Édouard Massaux, el nou rector de la Universitat Francòfona , on Ries va crear el 1970  el Centre d'Histoire des Religions (que actualment porta el seu nom).
un seminari sobre la història de les religions. Això el va portar a preocupar-se cada cop més per la història general de les religions, sense abandonar els seus interessos originaris pels estudis maniqueus. Esdevingut professor emèrit l'any 1985 , va continuar la seva activitat docent durant cinc anys més com a professor visitant. El 1986 , va ser nomenat membre del «Comité nacional d'avaluació de les Universitats de França» com a expert estranger.
També va ensenyar fora de Bèlgica, a l'Institut de Science et de Théologie de l' Institut catholique de París i a la Facultat de Teologia de Lugano.

### Activitats i activitats pastorals a la Santa Seu
Va exercir com a professor de religió catòlica a l'Athénée d'Athus (entre 1950 i 1959). Degà de la parròquia de Messancy del 1959 al 1968, del 1968 al 2000 fou rector de Suarlée (Namur). Des de l'any 2000 va ser capellà de la Família Espiritual “L'Opera” de Villers Saint Amand (Ath).
Succeint a Monsenyor Étienne Lamotte, de 1979 a 1985 va ser consultor del Secretariat per al Diàleg Interreligiós, després del Consell Pontifici per al Diàleg Interreligiós.
Ries va ser nomenat capellà de Sa Santedat el 2010.
El papa Benet XVI el va crear cardenal diaca de Sant'Antonio di Padova a Circonvallazione Appia en el consistori del 18 de febrer de 2012. Va rebre l'ordenació episcopal l'11 de febrer de 2012 de mans de l'arquebisbe Giacinto Berloco, nunci apostòlic a Bèlgica

### El Centre Cerfaux-Lefort
Després de la divisió de la Universitat de Lovaina en dues parts diferenciades i autònomes, l'any 1969 Ries va establir, juntament amb Philippe Delhaye, degà de la Facultat de Teologia, el Centre Cerfaux Lefort, l'objectiu del qual és recollir llibres i revistes per ajudar a reconstruir la col·lecció de llibres de la Universitat de Lovaina, que havia estat molt danyada durant les dues guerres mundials i la divisió de les universitats. Ja en els primers vint anys d'existència, el centre, que encara està en funcionament, ha permès l'adquisició d'uns 1.600.000 volums, 400.000 dels quals han enriquit biblioteques universitàries i diversos centenars de milers s'han enviat als països en desenvolupament. Ries va presidir el Centre Cerfaux-Lefort fins al desembre de 2011, quan, després de la seva dimissió, el Centre es va convertir en un centre de recerca i va ser confiat a René Lebrun.

### Responsabilitats en revistes i institucions científiques
El 1970, juntament amb Philippe Delhaye i Gustave Thils, va fundar la «Revue théologique de Louvain», de la qual va exercir d'administrador durant sis anys. També va ser membre del consell d'administració de la revista «Le Muséon» de Louvain la Neuve i del consell internacional de la revista «L'umana avventura-L'aventure humaine» (Milà i París). Membre de la Société belge d'études orientales, es va incorporar al comitè executiu de l'associació l'any 1975. El mateix any va esdevenir president de l'Institut orientaliste de Louvain la Neuve , càrrec que va ocupar fins al 1980, quan l'Institut es va traslladar als seus nous edificis a Louvain-la-Neuve. Després va romandre en el comitè de gestió i va esdevenir el comissari de l'Acta Orientalia Belgica i el vicepresident de la Societat.

### Activitats de divulgació científica
Sempre atent i sensible a la difusió de la història de les religions més enllà dels cercles acadèmics, va publicar diverses obres per al gran públic i va dirigir una sèrie de volums sobre les grans religions destinats als joves (“Les religions de la humanitat”).
A principis dels anys 80 entra en contacte amb Luigi Giussani, que el posa en contacte amb el moviment Comunió i Alliberament, en el qual Ries troba un interlocutor especialment sensible a les seves idees sobre l'antropologia del sagrat. De 1982 a 2004 va participar a la Trobada organitzada anualment pel moviment a Rímini, on celebrava regularment conferències i organitzava exposicions. Els textos dels seus informes van aparèixer a les Actes de la Reunió.

### Organització de conferències i direcció de cicles i treballs col·lectius
Va organitzar nombroses conferències, les actes de les quals van trobar espai en les col·leccions que va dirigir, i va editar diverses obres col·lectives, les principals de les quals són els deu volums del Tractat d'antropologia del sagrat (Llibre Jaca, Milà 1989-2009). Va fundar i dirigir la sèrie Història de les religions Homo Religiosus, Information et Enseignement, Collection Cerfaux Lefort, Conférences et Travaux (publicada pel Cente d'histoire des religions, Louvain-la-Neuve); Homo religiosus II (Jaca Book, Milà), Homo religiosus serie II (Brepols, Turnhout).

### La mort
El 23 de febrer de 2013 va morir a la clínica "Notre-Dame" de Tournai, on havia estat hospitalitzat durant dues setmanes a causa d'una insuficiència cardíaca. Ha enterrat al cementiri de Villers-Saint-Amand.

## Pensament

### Característiques generals
Ries defineix la seva perspectiva d'investigació dels fenòmens religiosos com " antropologia religiosa" o "antropologia del sagrat". L'experiència religiosa, com és típicament humana, té per a ell un substrat unitari i unes característiques constants; al mateix temps, però, és variat i polièdric, ja que només es pot implementar dins de contextos històrics. Així, quan parla d'antropologia religiosa, Ries acostuma a no fer un discurs estructural i sincrònic, sinó que assumeix sempre com a primari l'element històric i cultural: en això es pot mesurar la seva distància, no només des dels corrents estructuralistes de l'antropologia, sinó també des d'alguns trets de les perspectives fenomenològiques. Per a Ries, l'experiència religiosa és una experiència del sagrat, entès com una realitat transcendent i misteriosa –segons la tradició d'estudis que es remunta a Rudolf Otto–, que pressuposa allò que Mircea Eliade i Ugo Bianchi anomenen “ruptura de nivell”, és a dir, interrupció de la dimensió ordinària en què vivim. L'experiència humana i la realitat del sagrat troben el seu punt de trobada en l'homo religiosus, que es pot considerar la clau de volta de l'edifici conceptual de Ries. Homo religiosus és, de fet, l'home que viu l'experiència del sagrat: és a dir, que experimenta una realitat que el transcendeix, potencia la seva existència i li dóna sentit. El concepte d'homo religiosus està lligat a la idea que l'home és naturaliter religiosus, és a dir, que la religiositat s'inscriu en el seu ésser de manera natural i necessària, i la idea que la plenitud, la plenitud de l'experiència humana només es pot aconseguir realitzant i completant aquesta religiositat natural. Aquesta temàtica dual segueix els supòsits de Mircea Eliade, que Ries rep i redefineix contextualitzant-los historiogràficament, debatent amb aquelles perspectives que neguen, amb diverses motivacions, la validesa heurística del concepte d'homo religiosus, repensant-les en relació a determinades formes d'hermenèutica contemporània (el punt principal de referència de l'imaginari de Gilbert Durand en aquest sentit és Paul Ricœur)
Per a Ries, la història de les religions és la recerca de rastres de l'homo religiosus a través de l'estudi de les seves produccions culturals, des del Paleolític fins a l'actualitat. Aquest plantejament també implica un diagnòstic i una proposta per a la societat contemporània. És possible limitar-se a viure la pròpia experiència religiosa o a tenir una adhesió basada en la fe, però l'home s'acosta al sagrat de manera més conscient fent seves les experiències religioses de tota la humanitat. La manera de fer-ho és reconstruir històricament aquestes experiències, però el coneixement i el discurs històric no estan dirigits a la història, ni responen a simples necessitats de curiositat intel·lectual: pretenen, en canvi, un enriquiment progressiu de cada persona, mitjançant la comparació amb allò que és típicament humà. En aquest procés d'enriquiment hi juga un paper essencial el coneixement de l'experiència religiosa cristiana, que Ries va viure en primera persona també a través del seu compromís com a sacerdot.

### "Antropologia religiosa fonamental"
Amb Julien Ries tenim l'establiment d'un nou camp de coneixement: l'antropologia religiosa fonamental. Recollint una intuïció d'Eliade, l'homo religiosus , Ries ha intentat fer-la operativa en la seva tasca com a historiador de les religions des dels anys setanta. L'ús de la figura de l'homo religiosus  ha generat debat en el món dels historiadors de les religions i en el mateix món catòlic que s'interessava per la història de les religions. Alguns no consideraven que l'homo religiosus  fos científicament rellevant com a dimensió de l'home dins de la història de les religions. No es degué d'una banda a una visió estructuralista, que no la considerava una connotació antropològica demostrable, ni de l'altra a una lectura teològic-catòlica mal entesa, que no reconeixia en l'home una plenitud de dimensió religiosa des de l'origen. Ries reuneix la prehistòria en l'estudi de l'art prehistòric, 40.000 anys de pintures rupestres i graffitis, seguint les investigacions de l'abat Breuil i Leroi-Gourhan i implicant-se per a la UNESCO en el treball de classificació de l'art rupestre conduït per Emmanuel Anati, director del Centre Internacional de Capo di Ponte a Valcamonica, Itàlia. La riquesa de símbols i mites gravats a les roques es converteix en una mina per a Ries. Ries es va interessar llavors pels nous treballs de paleoantropologia, la jove disciplina que investiga la paleontologia humana i la prehistòria: aquí es va desenvolupar l'acord del gran paleontòleg conegut pel descobriment de l'australopithecus Lucy, Yves Coppens. Tots dos coincideixen que a partir de la investigació de fa 2.500.000 anys els primers homes, l'Homo habilis, no només són homes treballadors, tècnics, familiars, socials, sinó també homes simbòlics, artístics i religiosos. Ries s'obre així als estudis de la religiositat abans de les religions i això porta a la formació d'una antropologia religiosa que posa de manifest les constants del sagrat partint d'un mètode històric (i històric-arqueològic), fenomenològic i hermenèutic. Les constants són el mite, el símbol i el ritu. L'antropologia del sagrat és, doncs, el seu punt d'intervenció, l'homo religiosus  precedeix el mateix descobriment de les religions històriques, conviu amb elles i en elles, i a mesura que les viu, també les pot contestar en la seva possible esclerosi. L'homo religiosus  és el cor profund de tota cultura i religió, i pot ser el seu dialèctic constructiu en moments de clericalització o dispersió. Davant de fenòmens com els fonamentalismes contemporanis, l'antropologia religiosa pot veure més enllà de la història de les religions. Fenòmens que per a l'historiador de les religions poden ser una deriva com el fonamentalisme islàmic o el del cristianisme protestant a l'estil americà durant la Guerra del Golf, per a l'antropòleg del sagrat no són una simple deriva, sinó una subversió de l'home religiós i, per tant, no s'han d'atribuir a l'islam, ni al cristianisme, sinó als moviments polític-socials moderns i, per tant, no a les religions. Davant la metamorfosi del sagrat produïda pels fonamentalismes, cal mirar les crisis socials i els nous moviments polítics: aquí Ries coincideix amb politòlegs àrabs com Zubaida . Arribats a aquest punt Ries, després de més de deu anys dirigint el Tractat d'antropologia del sagrat , en el qual demanava a diversos estudiosos que investiguessin l'homo religiosus  en les cultures individuals, pot reconèixer el naixement d'un nou camp de coneixement: l'antropologia religiosa fonamental.
El naixement de l'Arxiu Ries d'Antropologia Simbòlica de la Universitat Catòlica de Milà, dirigit per Silvano Petrosino, amb Ries encarregant-li la seva biblioteca i els seus arxius personals, marca la base d'un lloc de recerca per a l'antropologia religiosa. Eliade, Dumézil, Ricœur i, amb ells, Rudolf Otto són sens dubte per a Ries els estudiosos que van recolzar les seves posicions i van constituir el punt de partida de les seves perspectives. Hi podríem afegir Yves Coppens, Michel Delahoutre, Jacques Vidal, Raimon Panikkar, Fiorenzo Facchini,  amb qui l'intercanvi va ser profund. L'estudiós belga és un pioner que s'ha projectat a comprovar el fet que a la base de cada civilització i de cada gran moment de crisi (hel·lenisme, humanisme, il·lustració, laïcisme) hi ha sempre la presència rellevant de l'homo religiosus. Les "crisis" són factors que revelen aquest esdeveniment.
La contribució de Ries al progrés i al desenvolupament de la declaració de Pau VI Nostra Aetate és capital.
No és una recerca d'una doctrina mitjana que posi en contacte homes i estudiosos de diferents religions, sinó un anar al cor, a l'Homo religiosus, per part de cada religió i això és vàlid per al cristianisme. Ries considera el cristià, conscient del misteri trinitari pel qual Crist va morir i ressuscitar per a la salvació de tots els homes, més fàcil de tractar amb totes les altres cultures i religions, guanyant-ne una profunditat religiosa segons els seus diferents carismes i reconeixent-hi la semina verbi, que també són les llavors de l'esperit.

## Arxiu Julien Ries d'antropologia simbòlica
Sempre amant dels llibres, Ries va reunir al seu voltant una biblioteca molt gran, que conté tot allò que pot ser útil per a una orientació bàsica en el món de les religions (sèrie completa de revistes, enciclopèdies i lèxics, les monografies més importants sobre les principals religions del món) i, per a alguns sectors en particular, allò que és necessari per als estudis temàtics (per exemple, profunds, iniciàtics, historiografia) i per a l'estudi d'alguns mons religiosos (com la galàxia gnòstica o el maniqueisme). Els volums van ser donats per Ries a la Universitat Catòlica del Sagrat Cor. Els llibres, als quals Ries va afegir els seus arxius personals (manuscrits, correspondència, notes, etc.) es conserven des de l'any 2010 a l'«Arxiu Julien Ries d'Antropologia Simbòlica», que també desenvolupa activitats culturals de promoció de conferències i publicacions, sota la direcció de Silvano Petrosino.

## Obres

### Obres de J. Reis
Ries és autor de més de 650 obres, publicades en quinze idiomes, la llista més completa i actualitzada de les quals (fins al 2008) es pot trobar al volum L'antropologia religiosa di fronte alle espressioni della cultura e dell'arte,, cit., pp. 132–176. Les seves obres completes estan sent publicades per Jaca Book a Milà. Plànol de les obres completes (els volums publicats tenen data d'estrena a la sèrie):
- I. Cristianesimo, religioni e culture:
  - 1. I Cristiani e le religioni. Dagli Atti degli Apostoli al Vaticano II (2006)
  - 2. Incontro e dialogo (2009)
- II. L'uomo e il sacro nella storia dell'umanità (2007)
- III. L'uomo religioso e la sua esperienza del sacro (2007)
- IV. Le costanti del sacro:
  - 1. Simbolo (2008)
  - 2. Mito e rito (2008)
- V. La scienza delle religioni. Storia, storiografia, problemi e metodi (2008)
- VI. La storia comparata delle religioni e l'ermeneutica (2009)
- VII. Religioni dell'antico Oriente:
  - 1. Il culto di Mithra dall'India vedica ai confini dell'impero romano (2013)
  - 2. Zarathustra e la religione mazdea
- VIII. Religioni del vicino Oriente antico:
  - 1. Osirismo e mondo ellenistico. L'incontro della religione egizia e del pensiero greco
  - 2. Teologie regali in Egitto e nel vicino Oriente antico ed ellenizzazione dei culti orientali
- IX. Gnosi e manicheismo:
  - 1. Gli Gnostici. Storia e dottrina (2010)
  - 2. Manicheismo: un tentativo di religione universale (2011)
- X. La chiesa gnostica di Mani. Dottrine e culto (2011)
- XI. Corsi:
  - 1. Induismo
  - 2. Buddhismo
  - 3. Islam
- XII. Vita ed eternità nelle grandi religioni (2014)

### Obres en honor a J. Ries
Es tracta de quatre volums diversos: Manichaica selecta (editat per A. van Tongerloo i S.Giversen), Coll. Estudis maniqueus 1, Brussel·les, Lovaina, 1991; La condition humaine (a cura de A. Theodoridès, P. Naster, A. van Tongerloo), Coll. AOB VI, Brussel·les, Lovaina, 1991; Foi, Raison, Verbe (a cura de Charles Marie Ternes), Courrier de l'éducation nationale, Luxemburg, 1993; La figure du prêtre dans les grandes traditions religieuses (a cura de A. Motte i P.Marchetti), Namur (coll. Etudes Classiques, 20), Peeters, 2005. A aquests s'hi va afegir L'antropologia religiosa di fronte alle espressioni della cultura e dell'arte (a cura de N. Spineto, Jaca Book, Milà 2009).

### Estudis sobre J. Ries
- R. Kieffer, Hommage à Julien Ries, in NEeuropa, Arts, Lettres, Sciences 17 (1988), 56/57, 97 101.
- F. Asti, Fenomenologia del sacro in Julien Ries, in Asprenas 40 (1993), 523-540.
- N. Spineto (a cura di), L'antropologia religiosa di fronte alle espressioni della cultura e dell'arte, cit. (articoli sull'opera di Ries di M.V. Cerutti, L. Ornaghi, S. Petrosino, N. Spineto).
- A. van Tongerloo, Professor Julien Ries. Biography, in A. van Tongerloo, S. Giversen (eds.), Manichaica
- Selecta. Studies Presented to Professor Julien Ries on the Occasion of His Seventieth Birthday, Lovanii 1991, XV-XX.
- Communio 2008, n. 216: numero monografico su Julien Ries con alcuni contributi sulla sua opera (R. Nanini, S. Petrosino e N. Spineto).
- P.F. Stagi, La nascita del sacro. Teorie della religione, Edizioni Studium, Roma 2015, Cap. VI/3: L'esperienza religiosa dell'uomo primitivo. Le ricerche di Julien Ries.

L'any 2010 es va celebrar a Roma la reunió d'estudi “El reconeixement del sagrat”, per iniciativa de l'Ambaixada de Bèlgica a la Santa Seu, amb la contribució de l'Acadèmia Bèlgica de Roma, l'editorial Jaca Book i la Universitat Catòlica del Sagrat Cor (entre les ponències presentades, les sobre Ries eren de Lorenzo Ornaghi, Gianfranco Ravasi, Giulia Sfameni Gasparro, Natale Spineto). Les actes de la trobada, editades per Blanche Bauchau, l'organitzadora de la trobada, encara no han estat publicades.

### Pertinença a associacions científiques
- Société asiatique (Parigi);
- Société Ernest Renan (Parigi);
- Association internationale des études patristiques (Oxford);
- International Association for the History of Religions (de la qual en va ser membre honorari vitalici);
- International Association for Coptic Studies (Roma);
- Association des écrivains croyants d'expression française (París);
- Deutsche Vereinigung für Religionsgeschichte (Darmstadt);
- Società italiana di storia delle religioni (Roma);
- Forschungsgruppe für Anthropologie und Religionsgeschichte (Saarbrücken).
- Association internationale pour l'étude des religions préhistoriques et ethnologiques (Valcamonica) (de la qual va ser president)
- Association belge-luxembourgeoise d'histoire des religions (de la qual va ser president)
- Accademia internazionale di scienza e cultura (Milà) (de la qual va ser membre del comitè científic).

### Principals premis obtinguts
Premi Dumas Millier per tota la seva obra científica (atorgat per l'Académie française el 1986); Premi Furtado per la publicació del llibre L'expression du sacré dans les grandes religions ; Premi "Il labirinto d'argento" a tota la seva obra (atorgat per la Fundació Comunità l'any 1987); Premi Capri-San Michele pel volum IV del Tractat d'antropologia del sagrat (Jaca Book, Milà, 1995), Crisis, Breakdowns and Changes (1996); Llicenciat honoris causa en Filosofia de la Persona i Bioètica (Facultat de Ciències de l'Educació) per la Universitat Catòlica del Sagrat Cor (27 d'octubre de 2010) "pel valor intrínsec dels seus estudis, per la seva incansable tasca científica i cultural, per l'aportació decisiva que les seves investigacions sobre el fenomen religiós han aportat a la comprensió de l'homosexualitat de l'especificitat religiosa". En aquella ocasió Ries va pronunciar un discurs sobre el tema "Mort, supervivència, immortalitat. El pensament i les tradicions religioses dels pobles".

### Condecoracions
Oficial de l'orde de Leopold
 Gran ofiical de l'orde de Leopold II
 Cavaller de l'orde del Sant Sepulcre de Jerusalem